# 4. Ersatz-Division (Deutsches Kaiserreich)
Die 4. Ersatz-Division wurde mit der Mobilmachung am 2. August 1914 aufgestellt und war ein Großverband der Preußischen Armee im Ersten Weltkrieg.

## Gliederung
- 9. gemischte Ersatz-Brigade
  - Brigade-Ersatz-Bataillon Nr. 9
  - Brigade-Ersatz-Bataillon Nr. 10
  - Brigade-Ersatz-Bataillon Nr. 11
  - Brigade-Ersatz-Bataillon Nr. 12
  - Kavallerie-Ersatz-Abteilung Brandenburg/III. Armee-Korps
  - Feldartillerie-Ersatz-Abteilung Nr. 18
  - Feldartillerie-Ersatz-Abteilung Nr. 39
  - 2. Ersatz-Kompanie/Pionier-Bataillon Nr. 3

- 13. gemischte Ersatz-Brigade
  - Brigade-Ersatz-Bataillon Nr. 13
  - Brigade-Ersatz-Bataillon Nr. 14
  - Brigade-Ersatz-Bataillon Nr. 15
  - Brigade-Ersatz-Bataillon Nr. 16
  - Kavallerie-Ersatz-Abteilung Halberstadt/IV. Armee-Korps
  - Feldartillerie-Ersatz-Abteilung Nr. 40
  - Feldartillerie-Ersatz-Abteilung Nr. 75
  - 1. Ersatz-Kompanie/Pionier-Bataillon Nr. 4

- 33. gemischte Ersatz-Brigade
  - Brigade-Ersatz-Bataillon Nr. 33
  - Brigade-Ersatz-Bataillon Nr. 34
  - Brigade-Ersatz-Bataillon Nr. 35
  - Brigade-Ersatz-Bataillon Nr. 36
  - Brigade-Ersatz-Bataillon Nr. 81
  - Kavallerie-Ersatz-Abteilung Wandsbeck/IX. Armee-Korps
  - Feldartillerie-Ersatz-Abteilung Nr. 45
  - Feldartillerie-Ersatz-Abteilung Nr. 60
  - 1. Ersatz-Kompanie/Pionier-Bataillon Nr. 9

### Kriegsgliederung vom 3. Juli 1918
- 13. Ersatz-Brigade
  - Infanterie-Regiment Nr. 360
  - Infanterie-Regiment Nr. 361
  - Infanterie-Regiment Nr. 362
  - 3. Eskadron/Magdeburgisches Husaren-Regiment Nr. 10
- Artillerie-Kommandeur Nr. 139
  - Feldartillerie-Regiment Nr. 90
- Pionier-Bataillon Nr. 504
- Divisions-Nachrichten-Kommandeur Nr. 554

## Gefechtskalender
Die Division wurde nach ihrer Bildung an der Westfront eingesetzt, nach der Frühjahrsschlacht bei Arras aus der Front gezogen und in den Osten verlegt. Dort verblieb sie bis Mitte Dezember 1917 und trat anschließend wieder an der Westfront an. Nach dem Waffenstillstand von Compiègne trat sie den Rückmarsch in die Heimat an, wo die Division im Dezember 1918 demobilisiert und anschließend aufgelöst wurde.

### 1914
- 19. August --- Liedersingen
- 20. bis 22. August --- Schlacht in Lothringen
- 22. August bis 14. September --- Schlacht vor Nancy-Épinal
- 17. bis 20. September --- Gefechte am Delmer Rücken
- 27. September bis 9. Oktober --- Belagerung von Antwerpen
  - 8. Oktober --- Eroberung des Panzerwerks Breendonck und des Zwischenwerks Pullaer
- 10. Oktober --- Besetzung Antwerpens
- 10. bis 17. Oktober --- Verfolgungsgefechte in Flandern
  - 12. Oktober --- Besetzung von Gent
- 18. Oktober bis 30. November --- Schlacht an der Yser
- ab 1. Dezember --- Stellungskämpfe an der Yser

### 1915
- bis 21. April --- Stellungskämpfe an der Yser
- 22. April bis 25. Mai --- Kämpfe um Ypern
- ab 26. Mai --- Stellungskämpfe an der Yser

### 1916
- bis 25. September --- Stellungskämpfe an der Yser
- 01. bis 16. Oktober --- Schlacht an der Somme
- 18. Oktober bis 26. November --- Stellungskämpfe an der Yser
- ab 27. November --- Stellungskämpfe an der Somme

### 1917
- bis 15. März --- Stellungskämpfe an der Somme
- 16. März bis 26. April --- Kämpfe vor der Siegfriedfront
- 02. April bis 20. Mai --- Frühjahrsschlacht bei Arras
- 21. bis 25. Mai --- Transport nach dem Osten
- 25. Mai bis 28. Juni --- Stellungskämpfe an der Narajowka zwischen Narajowka und Zlota Lipa und an der Ceniowka
- 29. Juni bis 3. Juli --- Schlacht bei Bereschany
- 04. bis 20. Juli --- Stellungskämpfe zwischen Narajowka und Zlota Lipa
- 21. bis 30. Juli --- Verfolgungskämpfe in Ostgalizien
  - 24. bis 26. Juli --- Olesza-Buczacz
  - 29. bis 30. Juli --- Turylcze-Iwankow
- 31. Juli bis 2. August --- Kämpfe um den Zbrucz und zwischen Zbrucz und Sereth
- 03. August bis 12. September --- Stellungskämpfe zwischen Dnjestr und Zbrucz, am Zbrucz und zwischen Zbrucz und Sereth
- 14. September bis 10. Dezember --- Stellungskämpfe an der Ostgrenze der Bukowina
- 06. bis 12. Dezember --- Transport nach dem Westen
- 12. bis 15. Dezember --- Reserve der OHL
- 16. bis 31. Dezember --- Stellungskämpfe in Flandern und Artois

### 1918
- 01. Januar bis 25. April --- Stellungskämpfe in Flandern und Artois
  - 9. bis 18. April --- Schlacht bei Armentières
- 26. April bis 18. Juni --- Stellungskämpfe auf den Maashöhen im Abschnitt Longeau-Tal-Chevaliers-Wald
- 27. Juni bis 4. Juli --- Stellungskämpfe zwischen Oise, Aisne und Marne
- 05. bis 17. Juli --- Stellungskämpfe zwischen Aisne und Marne
- 18. bis 25. Juli --- Abwehrschlacht zwischen Soissons und Reims
- 28. Juli bis 11. August --- Kämpfe vor der Front Ypern-La Bassée
- 26. August bis 2. September --- Schlacht bei Monchy-Bapaume
  - 2. September --- Kämpfe bei Dury und Villers-lez-Cagnicourt
- 03. bis 5. September --- Kämpfe vor der Siegfriedfront
- 07. September bis 14. Oktober --- Kämpfe an der Front Armentières-Lens
- 15. bis 19. Oktober --- Kämpfe zwischen Deûle-Kanal und Schelde
- 20. Oktober bis 1. November --- Kämpfe in der Hermannstellung an der Schelde
- 02. bis 4. November --- Schlacht um Valenciennes
- 05. bis 11. November --- Rückzugskämpfe vor der Antwerpen-Maas-Stellung
- ab 12. November --- Räumung des besetzten Gebietes und Marsch in die Heimat

## Kommandeure
| Dienstgrad                             | Name                                 | Datum                                 |
| -------------------------------------- | ------------------------------------ | ------------------------------------- |
| Generalleutnant/General der Kavallerie | Albert von Werder                    | 02. August 1914 bis 22. November 1917 |
| Generalleutnant                        | Leo von Stocken                      | 23. November 1917 bis 31. Januar 1918 |
| Generalmajor                           | Friedrich Bronsart von Schellendorff | 01. Februar 1918 bis 27. Januar 1919  |